# Mehdi Nafti
Mehdi Ben Sadok Nafti (* 28. November 1978 in Toulouse) ist ein ehemaliger tunesischer Fußballspieler und heutiger -trainer.

## Vereine

### Anfänge
Der Sohn tunesischer Einwanderer begann seine Karriere in seiner Heimatstadt Toulouse beim FC Toulouse, bei dem er 1998 in die erste Mannschaft geholt wurde. 2000 wechselte der Linksfuß für ein Jahr in die spanische Primera División zu Racing Santander, wo er erst in der zweiten, ab dem Jahr 2001 auch in der ersten Mannschaft eingesetzt wurde. Nafti absolvierte 110 Partien für den Verein.

### Birmingham City
Durch seine Leistungen in Spanien empfahl er sich auch für ausländische Vereine, sodass der englische Aufsteiger Birmingham City sich seine Dienste leihweise für die Rückrunde der Saison 2004/05 sicherte. In den folgenden zehn Einsätzen konnte er die Clubführung überzeugen, ihn im Sommer mit einem dauerhaften Kontrakt auszustatten.
Nachdem er die nahezu komplette Saison 2005/06 aufgrund einer schweren Verletzung verpasst hatte und sein Verein aus der Premier League abgestiegen war, konnte er in der folgenden Spielzeit wieder eingreifen und am Wiederaufstieg mitwirken. Erst im August 2008 konnte er sein erstes Pflichtspieltor für die Blues im League Cup gegen die Wycombe Wanderers erzielen.

### Aris Saloniki
Nachdem sein Club entschieden hatte, seinen Vertrag im Sommer 2009 nicht zu verlängern, unterschrieb Nafti einen Zweijahresvertrag beim griechischen Erstligisten Aris Saloniki. Nachdem er in der ersten Saison noch auf 22 Einsätze gekommen war, verlor er seinen Stammplatz in der folgenden Spielzeit.

### Real Valladolid
Daraufhin wechselte Nafti im Januar 2011 zum spanischen Zweitligisten Real Valladolid, bei dem er einen Vertrag bis zum Ende der Saison 2011/12 unterschrieb. Im Sommer 2012 schloss er sich dem Ligakonkurrenten Real Murcia an.

## Nationalmannschaft
Nafti wurde mit der tunesischen Nationalmannschaft im eigenen Land Afrikameister und nahm an der WM 2006 teil, bei der er in allen drei Vorrundenspielen zum Einsatz kam.

## Erfolge
- Fußball-Afrikameisterschaft: 2004 in Tunesien
- Teilnahme an der WM 2006 in Deutschland